# Џил Касиди
Џил Касиди (енгл. Jill Kassidy; 18. фебруар 1996) америчка је порнографска глумица и модел.

## Биографија
Право име Џил Касиди је Џилијан Бел Џонсон (енгл. Jillian Belle Johnson). Рођена је и одрасла у Даласу, а у средњој школи била је навијачица. Касније се са тадашњим дечком преселила у Сан Антонио. Тамо се запослила у компанији која се бави тајмшерингом, али се није пријатно осећала на том послу. Такође, радила је и у Старбаксу, по ресторанима, као хостеса...
Џил је као 19-огодишњакиња из радозналости претраживала порнографске агенције за таленте и пажњу јој је привукао сајт LA Direct Models. Међутим, тадашњи дечко јој није дозвољавао да се бави порнографијом, па је тек након каснијег раскида са њим контактирала поменуту агенцију. Крајем јуна 2016. отпутовала је у Лос Анђелес и тамо започела порно каријеру. Првобитно је било планирано да се у Ел-Еју задржи само две недеље, али се више није ни враћала у Сан Антонио. Прву сцену снимила је за филм Amateurs Wanted 7, издање студија Net Video Girls.
У јануару 2018. добила је АВН награду за најбољу нову глумицу године.
Џил је до октобра 2019. глумила у више од 260 порно-филмова. Изјашњава се као бисексуалка.

## Награде
| Година | Награда                     | Категорија           | Награђено дело |
| ------ | --------------------------- | -------------------- | -------------- |
| 2018.  |                             | Најбоља нова глумица | —              |
| 2018.  | Најбоља женско-женска сцена |                      |                |